# Baeoura schmidiana
Baeoura schmidiana är en tvåvingeart som beskrevs av Alexander 1964. Baeoura schmidiana ingår i släktet Baeoura och familjen småharkrankar. Inga underarter finns listade i Catalogue of Life.